# Arundhati Bhattacharya
Arundhati Bhattacharya, född 18 mars 1956 i Kolkata i Indien, är en indisk tidigare bankdirektör och styrelseordförande för State Bank of India. Hon var den första kvinnan på denna position och år 2016 var hon listad som den 25 mäktigaste kvinnan i världen av tidskriften Forbes.

## Biografi
Bhattacharya föddes i en bengalisk familj och tillbringade sin barndom i Bhilai. Hennes far, Prodyut Kumar Mukherjee, arbetade på Bhilai stålverk. Hennes mor, Kalyani Mukherjee var praktiserande homeopat i Bokaro. Hon gjorde sin skolgång på St. Xaviers School, Bokaro. Därefter studerade hon engelsk litteratur vid Calcutta Lady Brabourne College och sedan vid Jadavpur University. Hennes make är en före detta professor i IIT Kharagpur.
I september 1977, vid 22 års ålder, började Bhattacharya arbeta vid State Bank of India (SBI) som kontorist. Hon har sedan haft flera olika positioner under sin 38-åriga karriär med banken och bland annat arbetat med utländsk valutor, finans, detaljhandel och investment banking. Detta inkluderar positioner som direktör för bankens merchant banking-gren, State Bank of India Capital Markets, med ansvar för nya projekt. Hon har även tjänstgjort vid bankens kontor i New York och deltagit i lanseringen av flera nya verksamheter såsom SBI General Insurance, SBI Custodial Services och SBI Macquarie Infrastructure Fund. 
Bhattacharya efterträdde Pratip Chaudhuri i oktober 2013, som ordförande, efter dennes avgång den 30 september 2013. Inom ramen för sitt personalpolitiska arbete har hon introducerat regler om möjlighet till tvåårig ledighet för kvinnliga anställda för att utföra barn- eller äldreomsorg. På kvinnodagen bestämde hon att införa fri vaccination mot livmoderhalscancer för alla bankens kvinnliga anställda.
År 2016 listades hon som den 25:e mäktigaste kvinnan i världen av tidskriften Forbes, då hon för första gången rankas på listan. Samma år nämndes hon bland de FP Top 100 Global Thinkers av tidskriften Foreign Policy. Hon utsågs också till den 4:e mäktigaste kvinnan i Asien av Fortune. Hon är den första kvinnan att leda ett indiskt företag nämnt på tidskriften Fortunes 500-lista.
Bhattacharya är sedan våren 2020 direktör och styrelseordförande för det den indiska delen av det amerikanska bolaget Salesforce som arbetar med CRM.